# Línea de la Séptima Avenida-Broadway
La Línea de la Séptima Avenida-Broadway (también conocida como la Línea de la Séptima Avenida) es una línea del metro de la ciudad de Nueva York. Es una de las muchas líneas que operan con la División A (IRT), la línea empieza desde South Ferry en el Bajo Manhattan al norte de la estación Van Cortlandt Park–Calle 242 en Riverdale. El Ramal de Brooklyn, desde la línea principal en la estación de la Calle Chambers al sureste sobre el túnel de la Calle Clark hacia la estación Borough Hall en el centro de Brooklyn, es también parte de la línea de la Séptima Avenida-Broadway.
El extremo sur del Ramal de Brooklyn es muy confusa. En una lista publicada en 1981 sobre las "estaciones más deterioradas", el MTA listó a las estaciones Borough Hall y a la Calle Court como parte de la línea New Lots. Sin embargo, al 2007, los letreros de las salidas de emergencia en la estación de la calle Court de la línea de la Séptima Avenida, y las dos extremos de la estación de Borough Hall estaban señalizadas solamente a lo largo de las líneas de la Séptima Avenida y la línea de la Avenida Lexington. El Metro de la Ciudad de Nueva York designó al servicio "K" (túnel de la Calle Clark) y al servicio "M" (túnel de la Calle Joralemon) que se unieran para convertirse en el Servicio "E" (línea Eastern Parkway) en Borough Hall.
La línea también es conocida como IRT West Side Line (línea IRT West Side), ya que opera en el lado oeste de Manhattan; el extremo norte de la calle 42 es considerada como una de las primeras líneas del metro en la ciudad de Nueva York. La línea opera lugares como Lincoln Center, Universidad Columbia, y el New York City College.
Los servicios de los trenes que usan la línea de la Séptima Avenida y Broadway usan el color rojo en sus símbolos desde 1979. La línea opera bajo el servicio de los trenes 1, 2, y 3, en la cual operan juntos en casi toda la línea. En el pasado, los trenes del servicio 1 operaban como una parada discontinua con el servicio 9, pero dejó de usarse el 27 de mayo de 2005; esta parada "discontinua" existía solo en el Alto Manhattan durante las horas pico.
Una tercera vía sin utilizar a lo largo de la línea, al norte de la estación de la calle 96 había sido usada en el pasado en las direcciones congestionadas y los servicios expresos, o al menos entre la calle 96 y la Calle 137.

## Historia
Cuando la primera línea abrió entre 1904 y 1908, uno de los principales servicios era el Ramal West Side, que operaba desde el Bajo Manhattan hacia el Parque Van Cortlandt sobre lo que hoy es la línea de la Avenida Lexington, línea 42nd Street Shuttle, y la línea de la Séptima Avenida y Broadway. Ambas eran trenes locales y expresos, con los trenes expresos usando las vías del extremo sur de la Calle 96. Los trenes expresos operaban hasta la Avenida Atlantic en Brooklyn durante las horas pico, mientras que los otros trenes expresos y todos los trenes locales giraban en City Hall o South Ferry.
La primera parte de la línea de la Séptima Avenida y Broadway al sur de la estación Times Square–Calle 42, un servicio expreso o "shuttle" hacia la Calle 34– Estación Penn, abrió el 3 de junio de 1917. Este servicio fue extendido hasta el sur de la estación South Ferry, con un servicio corto en el Ramal Brooklyn entre la Calle Chambers y Wall Street, el 1 de julio de 1918. Finalmente, el nuevo sistema "H" fue implementado el 1 de agosto de 1918, uniendo las dos mitades de la línea de la Séptima Avenida-Broadway y enviando todos los trenes occidentales al sur del Times Square.
Las vías locales operan hacia la estación South Ferry, mientras que las vías expresas usan el Ramal de Brooklyn hacia Wall Street, pero fue extendida dentro Brooklyn hacia la Avenida Atlantic por medio del túnel de la Calle Clark el 15 de abril de 1919. Las extensiones de la línea Eastern Parkway y la conexión de la línea de la Avenida Nostrand y la línea New Lots abrieron en los siguientes años, y finalmente los trenes de la línea West Side que operaban hacia la estación de la Avenida Flatbush o la Avenida New Lots.
El 6 de febrero de 1959, los trenes del servicio 1 empezaron a operar en la línea West Side de forma local. Anteriormente, los trenes 1 operaban de forma expresa a lo largo de la línea West Side dentro de Brooklyn, y los trenes del servicio 3 era el servicio local que operaba hacia la estación South Ferry. Desde ese entonces, los trenes del servicio 1 han operado de forma local.
El 21 de agosto de 1989, se fundó el servicio de las "paradas discontinuas" de los servicios 1/9. EL servicio de
"parada discontinua" operaba al norte de la Calle 137a–City College.
En 1994, los servicios de mediodía en las "paradas discontinuas" dejó de funcionar. Durante este tiempo, los trenes del servicio 1 no hacían paradas en las estaciones de las calles Marble Hill–225, 207 y 145 y los trenes 9 solo en las calles 238, 215, Dyckman y 157.
Después del 11 de septiembre de 2001, los trenes del servicio 1 tuvieron que cambiar de rutas ya que la línea de la Séptima Avenida-Broadway pasaba bajo el World Trade Center y fue dañada gravemente durante el colapso de las Torres Gemelas. Solo operaba en la calle 242 y la calle 14, en la cual operaba de forma local al norte y de forma expresa al sur de la calle 96; los trenes 9, y el servicio de parada discontinua fue suspendido durante ese tiempo. El 19 de septiembre, después de varios cambios en la calle 96, el servicio fue cambiado. Los trenes 1 empezaron a hacer todas sus paradas locales desde la calle 242 hacia la Avenida New Lots por medio del túnel de la calle Clark y la línea Eastern Parkway, para reemplazar a los trenes del servicio 3, en la cual tenía su terminal en la Calle 14, durante todo el tiempo a excepción de la media noche, y anteriormente tenía su terminal en la Calle Chambers en Manhattan. El 15 de septiembre de 2002, los trenes del servicio 1 y 9 regresaron a South Ferry y el servicio de paradas discontinua volvió a operar.
El 27 de mayo de 2005, los trenes 9 y el servicio de paradas discontinuas fueron suspendidos.

## Alcance y servicios
Los siguientes servicios usan parte o toda la línea Séptima Avenida-Broadway:
|   | Servicio actual                            | Sección de la línea                                              |
| - | ------------------------------------------ | ---------------------------------------------------------------- |
| 1 | Local                                      | Línea completa (hacia South Ferry)                               |
| 2 | Expreso (local en altas horas de la noche) | Calle 96a hacia la calle Chambers, después por el Ramal Brooklyn |
| 3 | Expreso, siempre, pero solo en la noche    | Calle 96a hacia la calle Chambers, después por el Ramal Brooklyn |

## Lista de estaciones
| Leyenda de la estación de servicio                       | Leyenda de la estación de servicio                       |
| -------------------------------------------------------- | -------------------------------------------------------- |
| Hace paradas todo el tiempo                              | Paradas todo el tiempo                                   |
| Hace paradas todo el tiempo                              | Paradas todo el tiempo excepto a altas horas de la noche |
| Hace paradas sólo en la noche                            | Paradas sólo en la noche                                 |
| Hace paradas sólo los días de semana                     | Paradas en días de semana                                |
| Hace paradas sólo en horas pico                          | Paradas sólo en horas pico                               |
| Hace paradas en horas pico en direcciones congestionadas | Paradas horas pico o vías congestionadas                 |
| Detalles del periodo de tiempo                           |                                                          |

| Acceso para discapacitados                                                      | Estación                          | Vías            | Servicios       | Apertura                | Transferencias y notas |
| Línea principal                                                                 | Línea principal                   | Línea principal | Línea principal | Línea principal         | Línea principal |
| ------------------------------------------------------------------------------- | --------------------------------- | --------------- | --------------- | ----------------------- | --- |
| Bronx                                                                           |                                   |                 |                 |                         | |
|                                                                                 | Van Cortlandt Park–Calle 242      |                 | 1               | 1 de agosto de 1908     | |
|                                                                                 | Calle 238                         |                 | 1               | 1 de agosto de 1908     | |
| Acceso para discapacitados                                                      | Calle 231                         |                 | 1               | 27 de enero de 1907     | |
|                                                                                 | Marble Hill–Calle 225             |                 | 1               | 14 de enero de 1907     | Ferrocarril Metro-North Línea Hudson en Marble Hill |
| Puente de Broadway                                                              |                                   |                 |                 |                         | |
|                                                                                 | Calle 215                         |                 | 1               | 12 de marzo de 1906     | |
|                                                                                 | Calle 207                         |                 | 1               | 16 de marzo de 1906     | |
|                                                                                 | Calle Dyckman                     |                 | 1               | 12 de marzo de 1906     | |
|                                                                                 | Calle 191                         |                 | 1               | 14 de enero de 1911     | |
|                                                                                 | Calle 181                         |                 | 1               | 16 de marzo de 1906     | |
|                                                                                 | Calle 168                         |                 | 1               | 14 de abril de 1906     | Línea de la Octava Avenida (A C ) |
|                                                                                 | Calle 157                         |                 | 1               | 12 de noviembre de 1904 | |
|                                                                                 | Calle 145                         |                 | 1               | 27 de octubre de 1904   | |
|                                                                                 | Calle 137–City College            |                 | 1               | 27 de octubre de 1904   | |
|                                                                                 | Calle 125                         |                 | 1               | 27 de octubre de 1904   | |
|                                                                                 | Calle 116–Universidad de Columbia |                 | 1               | 27 de octubre de 1904   | Bus M60 hacia el Aeropuerto LaGuardia |
|                                                                                 | Cathedral Parkway–Calle 110       |                 | 1               | 27 de octubre de 1904   | Bus M60 hacia el Aeropuerto LaGuardia |
|                                                                                 | Calle 103                         |                 | 1               | 27 de octubre de 1904   | |
| La línea de la Avenida Lenox se une con los servicios (2 3 )                    |                                   |                 |                 |                         | |
| Acceso para discapacitados                                                      | Calle 96                          | siempre         | 1 2 3           | 27 de octubre de 1904   | |
|                                                                                 | Calle 91                          | local           |                 | 27 de octubre de 1904   | Cerrada el 2 de febrero de 1959 |
|                                                                                 | Calle 86                          | local           | 1 2             | 27 de octubre de 1904   | |
|                                                                                 | Calle 79                          | local           | 1 2             | 27 de octubre de 1904   | |
| Acceso para discapacitados                                                      | Calle 72                          | siempre         | 1 2 3           | 27 de octubre de 1904   | |
| Acceso para discapacitados                                                      | Calle 66–Lincoln Center           | local           | 1 2             | 27 de octubre de 1904   | |
| Acceso para discapacitados                                                      | Calle 59–Columbus Circle          | local           | 1 2             | 27 de octubre de 1904   | Línea de la Octava Avenida (A B C D ) |
|                                                                                 | Calle 50                          | local           | 1 2             | 27 de octubre de 1904   | |
| Acceso para discapacitados                                                      | Times Square–Calle 42             | siempre         | 1 2 3           | 3 de junio de 1917      | Línea Flushing (7 <7>) Línea de la Octava Avenida (A C E ) en la Calle 42–Terminal de Autobuses de la Autoridad Portuaria) Línea Broadway (N Q R W ) Línea 42nd Street Shuttle (S ) Terminal de Autobuses de la Autoridad Portuaria |
| Acceso para discapacitados                                                      | Calle 34–Estación Penn            | siempre         | 1 2 3           | 3 de junio de 1917      | Amtrak, LIRR, y N.J. Transit en la estación Pensilvania |
|                                                                                 | Calle 28                          | local           | 1 2             | 1 de julio de 1918      | |
|                                                                                 | Calle 23                          | local           | 1 2             | 1 de julio de 1918      | |
|                                                                                 | Calle 18                          | local           | 1 2             | 1 de julio de 1918      | |
|                                                                                 | Calle 14                          | siempre         | 1 2 3           | 1 de julio de 1918      | Línea de la Sexta Avenida (F M ) en la Calle 14 Línea Canarsie (L ) en la Sexta Avenida PATH en la Calle 14 |
|                                                                                 | Calle Christopher–Sheridan Square | local           | 1 2             | 1 de julio de 1918      | PATH en la Calle Christopher |
|                                                                                 | Calle Houston                     | local           | 1 2             | 1 de julio de 1918      | |
|                                                                                 | Calle Canal                       | local           | 1 2             | 1 de julio de 1918      | |
|                                                                                 | Calle Franklin                    | local           | 1 2             | 1 de julio de 1918      | |
| Acceso para discapacitados                                                      | Calle Chambers                    | siempre         | 1 2 3           | 1 de julio de 1918      | |
| El Ramal Brooklyn se divide en (2 3 ); Las líneas principales continúan en (1 ) |                                   |                 |                 |                         | |
|                                                                                 | Calle Cortlandt                   |                 |                 | 1 de julio de 1918      | Cerrada desde el 11 de septiembre de 2001 |
|                                                                                 | Calle Rector                      |                 | 1               | 1 de julio de 1918      | |
| Acceso para discapacitados                                                      | South Ferry                       |                 | 1               | 1 de julio de 1918      | Línea Broadway (N R ) Staten Island Ferry hacia South Ferry |
| Las líneas principales terminan en (1 )                                         |                                   |                 |                 |                         | |
|                                                                                 |                                   |                 |                 |                         | |
| Ramal Brooklyn (2 3 )                                                           |                                   |                 |                 |                         | |
|                                                                                 | Park Place                        |                 | 2 3             | 1 de agosto de 1918     | Línea de la Octava Avenida (A C E ) en la Calle Chambers–World Trade Center PATH en el World Trade Center |
|                                                                                 | Calle Fulton                      |                 | 2 3             | 1 de agosto de 1918     | IRT Lexington Avenue Line (4 5 ) Línea de la Octava Avenida (A C ) Línea de la Calle Nassau (J Z ) |
|                                                                                 | Wall Street                       |                 | 2 3             | 1 de agosto de 1918     | |
| Túnel de la Calle Clark                                                         |                                   |                 |                 |                         | |
| Brooklyn                                                                        |                                   |                 |                 |                         | |
|                                                                                 | Calle Clark                       |                 | 2 3             | 15 de abril de 1919     | |
| Acceso para discapacitados                                                      | Borough Hall                      |                 | 2 3             | 15 de abril de 1919     | Línea Eastern Parkway (4 5 ) Línea de la Cuarta Avenida (N R ) |
| Se une con la Línea Eastern Parkway (2 3 )                                      |                                   |                 |                 |                         | |